# Xanthoria
Xanthoria (terčovník) je rod lišejníků s lupenitou stélkou, která nebývá větší než 10 cm (často však i méně než 1 cm). Lupeny jsou poměrně úzké, většinou ne více než 1-3 mm. Svrchní kůra mívá odstín žluté či oranžové, vzácně do zelena nebo až bílá ve stínu. Oba povrchy – spodní i svrchní – jsou pokryté kůrou.
Xanthoria se rozmnožuje sorediemi či blastidiemi (blastidie jsou kulovité fragmenty vznikající "pučením"). Spodní kůra bývá bílá, žlutá či oranžová, s rhiziny nebo s krátkými hapterami. Apothecia jsou lecanorovitého typu. Fotobiontem je řasa Trebouxia.

## Zástupci
Známými zástupci jsou například:
- terčovník zední (Xanthoria parietina)
- terčovník pohledný (Xanthoria elegans)